# International Lawn Tennis Challenge 1904
Die vierte Auflage der International Lawn Tennis Challenge, dem heutigen Davis Cup, wurde von 27. Juni bis 5. Juli in Wimbledon, Vereinigtes Königreich, ausgetragen. Zum ersten Mal nahmen drei Mannschaften am Bewerb teil: Neben den Britischen Inseln als Titelverteidiger traten auch Belgien und Frankreich an. Entgegen vorherigen Zusagen entsandten die USA kein Team nach England.
Die beiden neuen Teilnehmer traten zuerst um einen Platz im Finale an. Der Sieger Belgien spielte dann gegen die Britischen Inseln um den Titel, der mit einem 5:0-Sieg an den Titelverteidiger ging.

## Teilnehmer
Außer dem Titelverteidiger traten zwei Mannschaften an:
| - Belgien | - Frankreich |

## Vorrunde
| \| 3 2 \| Austragungsort: Worple Road, Wimbledon (England) Datum: 27. bis 29. Juni 1905[2] Spieloberfläche: Rasen \| | |                         |
| Spieler | Spieler                                                                                              | Ergebnis                |
| Paul de Borman | Max Décugis                                                                                          | 4:6, 3:5, ret.          |
| William le Maire de Warzée d’Hermalle                                                                                | Paul Aymé                                                                                            | 6:0, 6:1, 6:0           |
| Paul de Borman William le Maire de Warzée d’Hermalle                                                                 | Paul Aymé Max Décugis                                                                                | 7:5, 4:6, 6:0, 4:6, 2:6 |
| Paul de Borman | Paul Aymé                                                                                            | 6:1, 6:3, 2:6, 1:6, 6:3 |
| William le Maire de Warzée d’Hermalle                                                                                | Max Décugis                                                                                          | 5:7, 8:6, 0:6, 6:4, 6:2 |
| 3 2 | Austragungsort: Worple Road, Wimbledon (England) Datum: 27. bis 29. Juni 1905 Spieloberfläche: Rasen |                         |

## Finale
Im Finale setzte sich Titelverteidiger Britische Inseln mit 5:0 durch und gewann den zweiten Titel.
| Britische Inseln                                                             | Finale | Belgien                                                                          |
| ---------------------------------------------------------------------------- | --- | -------------------------------------------------------------------------------- |
| Team Laurence Doherty Reginald Doherty Frank Riseley Kapitän William Collins | Datum: 2. bis 5. Juli 1904 Ort: Worple Road, Wimbledon (England) Belag: Rasen \| Frank Riseley \| 6:1, 6:4, 6:2 \| William le Maire de Warzée d’Hermalle \| \| Reginald Doherty \| 6:4, 6:1, 6:1 \| Paul de Borman \| \| Reginald Doherty Laurence Doherty \| 6:0, 6:1, 6:3 \| Paul de Borman William le Maire de Warzée d’Hermalle \| \| Reginald Doherty \| w.o. \| William le Maire de Warzée d’Hermalle \| \| Frank Riseley \| 4:6, 6:2, 8:6, 7:5 \| Paul de Borman \| Resultat: 5:0 | Team Paul de Borman William le Maire de Warzée d’Hermalle Kapitän Paul de Borman |
| Frank Riseley                                                                | 6:1, 6:4, 6:2 | William le Maire de Warzée d’Hermalle                                            |
| Reginald Doherty                                                             | 6:4, 6:1, 6:1 | Paul de Borman                                                                   |
| Reginald Doherty Laurence Doherty                                            | 6:0, 6:1, 6:3 | Paul de Borman William le Maire de Warzée d’Hermalle                             |
| Reginald Doherty                                                             | w.o. | William le Maire de Warzée d’Hermalle                                            |
| Frank Riseley                                                                | 4:6, 6:2, 8:6, 7:5 | Paul de Borman                                                                   |